# Jüdisches Museum Hohenems
Jüdisches Museum Hohenems er det regionale museum om den jødiske menighed i Hohenems og deres mange bidrag til udviklingen af Vorarlberg i det vestlige Østrig, og de omkringliggende regioner (Bregenz og St. Gallen). Derudover har den nu et internationalt ry med sine aktiviteter. Den beskæftiger sig også med den jødiske nutid i Europa, med diasporaen, Israel, og med spørgsmål om fremtiden for europæiske indvandringssamfund.
Det jødiske samfunds undergang i Hohenems, den regionale nazistiske historie, fordrivelsen og deportationen af de sidste medlemmer, antisemitisme i Østrig og Shoa / Holocaust er centrale. Ud over den regionale og globale historie er den dedikeret til mennesker og deres historier og opretholder relationer med efterkommere af jødiske familier fra Hohenems rundt om i verden.
Den permanente udstilling i Villa Heimann-Rosenthal bygget i 1864 af Rosenthal-familien, som erhvervede bomuldsfabrikken i bydelen Hohenems-Schwefel i 1841, var den rigeste jødiske familie i Hohenems fra det 19. århundrede.
I 1864 satte fabriksindehaveren Anton Rosenthal (1840-1912) byggeriet af den historiske villa i gang. Arkitekten var sandsynligvis Felix Wilhelm Kubly (1802-1872) fra St. Gallen, der planlagde ombygningen synagogen i Hohenems på samme tid. Bevaret er salonens møbler, og idet familien Rosenthal her modtog det bedre borgerskab, var dette rum udstyret med særligt værdifulde møbler. Villaen blev færdiggjort omkring år 1880. Møblerne er i neo-renæssancestil, og adskiller sig fra Gründerzeit-perioden, idet de var af særlig høj håndværksmæssig standard, fremfor tidens trend mod masseproduktion. Museet dokumenterer historien om den jødiske menighed i Hohenems, som eksisterede i over tre århundreder indtil dets endeligt under nazisternes terrorregime. Museet har skiftende udstillinger og masser af arrangementer.
Da der ikke længere er et jødisk samfund i Hohenems, bliver museet hovedsageligt drevet af ikke-jødiske personer..

## Museet
Det jødiske museum Hohenems blev åbnet i april 1991 i Villa Heimann-Rosenthal i midten af det tidligere jødiske kvarter.
Den permanente udstilling, der fik en gennemgribende revidering i år 2007, præsenterer spændingsområder i det jødiske liv, fortalt gennem eksempler fra lokalhistorien. Udstillingen viser diasporaens konkrete virkelighed i forbindelse med europæisk migrationshistorie, grænseoverskridende netværk og globalisering. Det stiller mennesket i centrum, dets modsætninger og subjektive erfaringer, deres levevis og deres skikke: mennesker som Salomon Sulzer, grundlæggeren af moderne europæisk synagogemusik, samt restauratører, rabbinere og lærere, købmænd og fabriksejere - såsom familien Rosenthal, i hvis hjem museet har til huse.
Museet har i løbet af sin tid fået en stor samling hverdagsgenstande og personlige dokumenter, bl.a. på donation fra efterkommerne af jøderne i Hohenems, der er spredt over hele verden. Gennem lyd og billede får man indblik i historien, så at sige indefra.
Udstillingen er tilgængelig på tysk, engelsk og fransk. En børneudstilling af Monika Helfer og Barbara Steinitz viser historien for det unge publikum og ansporer til dialog generationerne imellem.
Udstillingens arkitekter Erich Steinmayr og Fritz Mascher, samt designeren Roland Stecher, forvandlede hjemmet til et museum, hvor bygningen i sig selv nærmest kan opfattes som udstillingsgenstand. I dag er Villa Heimann-Rosenthal et sted, hvor man kan nærme sig forskellige historier og genstande og bevidst opleve sig som en "seer" - et sted for møder med fortiden, men stadig udfordrende nuværende oplevelse.

## Baggrund
Da byen Hohenems erhvervede Villa Heimann-Rosenthal i 1983 og overvejede hvad man skulle bruge den til, opstod tanken om et jødisk museum. Kulturpolitisk interesserede borgere tæt på daværende borgmester Otto Amann grundlagde i 1986 Verein Jüdisches Museum Hohenems for at kunne skabe en mulighed for almindelige mennesker at stifte bekendtskab med jødisk historie, menighed og kulturliv. Otto Amann blev også valgt som foreningens første formand.
I 1989 blev historikeren Kurt Greussing bedt om at udvikle et museumskoncept, der illustrerer jødernes historie i Vorarlberg, ud fra forholdet mellem mindretal og flertal, og gøre det alment tilgængeligt for offentligheden. Et projektteam bestående af Bernhard Purin, Eva Grabherr og Sabine Fuchs implementerede dette koncept på mindre end et år. Sammen med arkitekterne (Elsa Prochazka et al, Wien) og de grafiske designere (A & H Haller, Wien) blev museet konciperet som en slags bog, man kunne gå ind i.
Man valgte bevidst ikke at tilkøbe jødiske genstande. De få objekter, der var tilovers af det jødiske samfund i Hohenems, var også et vidnesbyrd for, i hvilken grad man havde forsøgt at slette sporene af al slags jødisk i Vorarlberg. Derfor er udstillingsgenstandene overvejende todimensionelle. Derudover anvendes andre medier som video, akustiske installationer og dias. Et sproglaboratorium giver eksempler på den slags jiddish, der tales i Vorarlberg. Et rum er dedikeret til musikken af Salomon Sulzer (1804-1890), kantor og reformator af synagogemusikken. På loftsetagen fortæller samtidens vidner om det jødiske Hohenems.
Den permanente udstilling blev ombygget i 2007 sammen med arkitekterne Erich Steinmayr og Friedrich Mascher, designbureauet stecher id, og udstillingskurator Hannes Sulzenbacher. Udstillingsrummene fik hver en skal af glas, hvor også historien om Hohenems-jøderne nu også fortælles med henblik på migration og diaspora på en fleksibel måde. Spørgsmål om jødernes religion og deres forskellige fortolkninger forsøges fremstillet som ressource og spændingsfelt mellem hverdag, individ og tradition. Også begivenhederne i det 20. århundrede fik dermed mere plads, med videoinstallationer om Hohenems som en station på flugten mellem 1938 og 1945. For at kunne nå et internationalt publikum blev lydsystemet skabt på flere sprog. Endeligt ledsages den nye udstilling af en børneudstilling, der bringer unge mennesker tættere på jødernes historie i Hohenems gennem små historier og silhuetter af unge jøder.

## Efterkommere
Det jødiske museum Hohenems holder kontakt med efterkommerne af jøder fra Hohenems, som er spredt ud over hele verden. Netværket Hohenemser Diaspora er et væsentligt aspekt af det arbejde, det jødiske museums udfører, og for efterkommerne selv en bro mellem fortid og nutid. Mellem familierne har der udviklet sig en åben linje, bl.a. gennem museets arbejde og gennem American Friends of the Jewish Museum Hohenems, grundlagt i 1998. I sommeren 2008 mødtes i Hohenems mere end 120 efterkommere for anden gang.
Museet støtter efterkommere i at kommunikere med hinanden og støtter op om slægtsforskning. Ikke mindst siden den første træf i 1998 med mere end 160 deltagere har det haft indflydelse på museets program og udstillingsaktiviteter. For eksempel fokuserer det jødiske museum Hohenems på et "virtuelt samfund", der forener jødisk historie og jødisk liv på en produktiv måde i dag. Her finder du information om aktiviteterne de amerikanske venner af det jødiske museum Hohenems, om de jødiske familier Hohenems og efterkommerne i 2017, 2008 og 1998.